# エテリ・トゥトベリーゼ
エテリ・ゲオルギエヴナ・トゥトベリーゼ（ロシア語: Этери Георгиевна Тутберидзе、ロシア語ラテン翻字: Eteri Georgievna Tutberidze、1974年2月24日 - ）は、ロシアのフィギュアスケートコーチ。

## 経歴
5人兄弟の末っ子として生まれる。血筋は1/2がグルジア人、1/4がロシア人、1/4がアルメニア人である。元々はシングル選手であり、後にアイスダンス選手に転向した。
18歳の時にアメリカに移住し、6年間居住する。アイスショーのIce Capadesで3年ほどアダージョペアスケーターとして参加したのちにアメリカでコーチに転身した。後にロシアに帰国し、ゼレノグラードにあるアイスホッケーのリンク"Serebrianyi"で指導を開始する。そこはフィギュアスケート選手にとって限られた時間しか練習できないリンクであった。後にベースリンクを移り、モスクワのSDUSSHOR 37でセルゲイ・デュダコフと共に指導に当たる（SDUSSHOR 37 は2013年にサンボ70と統合され、サンボ70 フルスタリヌイ（クリスタル）となった）。
自身は未婚だが、2003年にラスベガスで娘のダイアナ・デイビスを出産し、娘（北京オリンピックに出場した当時ロシア代表、2023年にジョージアへ国籍を変更したアイスダンス選手）のコーチも務めた時期もあった。

## 指導している主な選手
現在の教え子

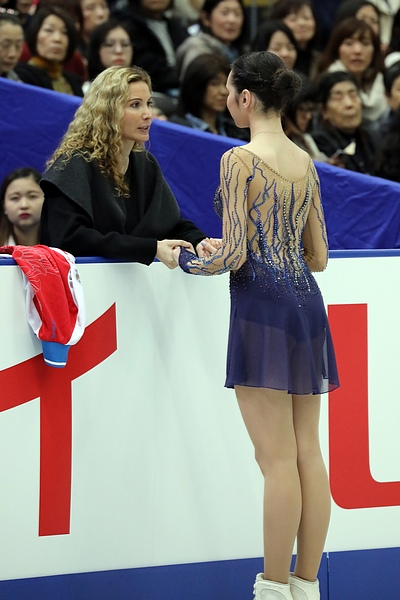
トゥトベリーゼとポリーナ・ツルスカヤ（2017年NHK杯）

- モリス・クヴィテラシヴィリ（2009年 -　）
- ダニエル・サムソノフ（2016年 - ）
- エフゲニア・メドベージェワ（2007年 - 2018年、2020年 - ）
- アリーナ・ザギトワ（2015年 - ）
- アンナ・シェルバコワ（2013年 - ）
- アレクサンドラ・トゥルソワ（2016年 - 2020年、2021年 - ）
- アリョーナ・コストルナヤ（2017年 - 2020年、 2021年 - ）
- マイア・フロミフ（2017年 - ）
- カミラ・ワリエワ（2018年 - ）
- ダリア・ウサチョワ（2018年 - ）
- アリョーナ・カニシェワ（2019年 - ）
- ソフィア・アカチエワ（2017年 - ）

元教え子
- ユリア・リプニツカヤ（2009年 - 2015年）
- エリザヴェート・トゥルシンバエワ（2012年 - 2013年、2018年 - 2021年）
- ポリーナ・ツルスカヤ（2013年 - 2018年）
- アナスタシア・タラカノワ（2017年 - 2018年）
- ダリア・パネンコワ（2016年 - 2018年）
- ベロニカ・ジリナ　(2018年 - 2020年)
- セラフィマ・サハノヴィッチ（2014年 - 2015年）
- ポリーナ・シェレペン（2000年 -2012年）
- ポリーナ・コロベイニコワ（1999年 - 2000年）
- アディアン・ピトキーエフ（2010年 - 2016年）
- セルゲイ・ボロノフ（2013年 - 2016年）
- イリヤ・スキルダ（2014年 - 2018年）
- アレクセイ・エロホフ（2011年 - 2020年）